# Udenisht
Udenisht là một xã trong quận Pogradec thuộc hạt Korçë, Albania. Dân số năm 2005 là 6145 người.